# عبدالله شاه
عبدالله شاه (انگلیسی: Abdullah Shah؛ زادهٔ ۶ فوریهٔ ۲۰۰۱) بازیکن فوتبال اهل پاکستان است.
وی همچنین در تیم‌های ملی فوتبال زیر ۲۳ سال پاکستان و پاکستان بازی کرده است.